# Уильямс, Джой
Джой Эли́забет Уильямс (англ. Joy Elizabeth Williams; 14 ноября 1982, Уэст-Бранч, Мичиган, США) — американская певица и автор песен. Лауреат четырёх премий «Грэмми» (две в 2012, 2013, 2014) и номинантка на премию «Золотой глобус» (2013).

## Ранние годы
Уильямс родилась в Уэст-Бранче, штат Мичиган, и выросла в христианском доме на горе Хермон в округе Санта-Крузе, штат Калифорния, где её родители работали в министерстве. Она училась в средней христианской средней школе Valley в Сан-Хосе, которую окончила с отличием в 2001 году.
Уильямс пела в церкви и позже начала писать поп-песни, основанные на вере, когда жила в Санта-Круз. В 17 лет она подписала контракт с «Reunion Records», дочерней компанией Sony / BMG, базирующейся в Брентвуде, штат Теннесси.
По признанию Уильямс, Кейт Буш, Питер Гэбриел, Massive Attack и Portishead оказали на неё влияние в музыкальном плане.

## Карьера
В период с 2001 по 2005 год Уильямс была номинирована на 11 премий «GMA Dove». Три альбома, которые она выпустила, сотрудничая с «Reunion», в совокупности были проданы в количестве более 250 000 экземпляров. В 2005 году она покинула лейбл, чтобы расширить свой музыкальный кругозор.
Уильямс путешествовала по Европе, некоторое время работала в журнале «Paste», а затем в бутике в Нэшвилле. В 2006 году она заключила издательскую сделку с «Warner / Chappell», а в 2008 году она стала соучредителем фирмы по развитию артистов, «Sensibility Music», в качестве средства для развития своей карьеры. В том же году Оскар Майер выбрал свою песню «It Doesn’t Get Better Than This» для маркетинговой кампании 2008 года. Впоследствии Уильямс выпустила три EP с «Sensibility Music».
С 2009 по 2014 год Уильямс была участницей дуэта «The Civil Wars».
В 2016 году Уильямс сыграла роль Джанин Беквит в трёх эпизодах телесериала «Гастролёры».

## Личная жизнь
С 2004 по 2019 год Уильямс была замужем за Нейтом Йеттоном. У бывших супругов есть двое детей — сын Майлз Александр Йеттон (род. 30 июня 2012) и дочь Поппи Луиз Йеттон (род. 6 августа 2018).